# Hemiancistrus
Genre
L'Hemiancistrus est un genre de poissons très rare et surtout assez cher à l'achat mais très coloré. Il a un régime herbivore.
Les espèces qui composent ce genre subissent de nombreuses modifications. Cette liste est basée sur Armbruster. Bien que les micromattos récemment décrits de H. et le spinosissimus de H. aient été considérés des synonymes de spilomma.[Quoi ?]
| - H. aspidolepis Gunther, 1867 - H. cerrado Souza, Melo, Chamon & Armbruster, 2008 - H. chlorostictus Cardoso and Malabarba, 1999 - H. fuliginosus Cardoso and Malabarba, 1999 - H. hammarlundi Rendahl, 1937 - H. guahiborum Werneke, Armbruster, Lujan & Taphorn, 2005 - H. macrops (Lütken, 1874) - H. medians (Kner, 1854) - H. megalopteryx Cardoso, 2004 - H. meizospilos Cardoso & da Silva, 2004 - H. micromattos Cardoso and Lucinda 2003 - H. pankimpuju Lujan & Chamon 2008 - H. punctulatus Cardoso & Malabarba, 1999 - H. sabaji (Armbruster, 2003) - H. spilomma Cardoso & Lucinda, 2003 - H. spinosissimus Cardoso & Lucinda, 2003 - H. votouro Cardoso & da Silva, 2004 - H. snethlageae (Steindachner, 1911) - H. subviridis Werneke, Sabaj, Lujan & Armbruster, 2005 - H. sp. JWA-2005 ??? |

Les espèces mentionnées ci-dessous font partie du genre anonyme du groupe d'annectens de H.
- H. aspidolepis Gunther, 1867
- H. annectens (Regan, 1904)
- H. aspidolepis (Günther, 1867)
- H. fugleri (Ovchynnyk, 1971)
- H. holostictus Regan, 1913
- H. maracaiboensis Schultz, 1944
- H. panamensis (Eigenmann, 1922)
- H. wilsoni Eigenmann, 1918